# Juan Mata
Juan Manuel Mata García, född 28 april 1988 i Burgos, är en spansk fotbollsspelare som spelar för Western Sydney Wanderers FC sedan september 2024. Han är offensiv mittfältare men kan spela som yttermittfältare. Mata gjorde totalt 10 mål på 41 landskamper för Spaniens landslag mellan 2009 och 2016.

## Klubbkarriär

### Chelsea
Den 21 augusti 2011 kom Valencia och Chelsea FC överens om en övergångssumma som rapporteras vara 23,5 miljoner pund för Juan Mata. Den 24 augusti skrev Mata på ett femårskontrakt med Chelsea. Juan Mata gjorde mål i sin debut för Chelsea FC mot Norwich.
Lördagen den 5 maj blev Mata och Chelsea vinnare av FA-cupen efter att ha vunnit över Liverpool med 2-1. Ramires och Didier Drogba stod för målen. Detta blev Matas första titel med Chelsea.
Torsdagen den 10 maj 2012 blev han årets Chelsea-spelare och skrevs in i Chelseas historiebok; han blev därmed den förste spanjoren att erhålla denna utmärkelse.
Den 19 maj 2012 blev Chelsea Champions League-mästare efter att ha besegrat Bayern München på straffar i finalen. Juan Mata gav Bayern München en kort stunds övertag efter att ha slagit en svag straff som räddats av Manuel Neuer. Dock missade Bayern Münchens Ivica Olic och Bastian Schweinsteiger sina straffar, varpå Didier Drogba sköt Chelsea till sin första Champions League-titel.

### Manchester United
Den 24 januari 2014 bekräftade Manchester United att man kommit överens med Chelsea om en övergång. Prislappen på 37,1 miljoner pund innebar nytt klubbrekord för United.

### Galatasaray
Den 8 september 2022 värvades Mata på fri transfer av turkiska Galatasaray.

### Vissel Kobe
Mata skrev på för japanska Vissel Kobe under hösten 2023. Hans vistelse i klubben blev dock kortvarig och hans speltid endast 10 minuter lång, när han hoppade in från bänken i en match mot S-Hiroshima. Kontraktet tog slut i januari 2024.

### Western Sydney Wanderers
I september 2024 skrev Mata på för WS Wanderers FC i Australien.

## Landslagskarriär
Den 1 juli 2012 fick han spela för första gången i EM. Under hans första minuter på plan lyckas han göra 4-0-målet mot Italien i EM-finalen.

## Meriter

### Valencia
- Spanska cupen: 2007/2008

### Chelsea
- UEFA Champions League: 2011/2012
- UEFA Europa League: 2012/2013
- FA-Cupen: 2012

### Manchester United
Ligacupen: 2016/2017

UEFA Europa League: 2016/2017

### Spanien
- VM-Guld 2010
- EM-Guld 2012